# Аппаратные клоны Nintendo Entertainment System
Фамиклоны (от англ. Famicom и clone) — игровые приставки, созданные неофициально на основе игровой приставки Famicom (от англ. family computer) или Nintendo Entertainment System (NES) и совместимые с выпущенными для неё играми.
Технологии, используемые в таких клонах, развивались на протяжении многих лет. Ранние клоны имели большие печатные платы с установленными на них интегральными схемами сторонних производителей. В более поздних клонах (где-то после 1996 года) стали использовать чип, объединивший в одном корпусе центральный (CPU), видео- (PPU) и звуковой процессоры. Ещё позднее стали использовать бескорпусной чип — кристалл монтировался прямо на плате и заливался сверху компаундом.
В некоторых регионах, особенно в Южной Америке, Южной Африке, Китае, Северной Корее и на просторах бывшего Советского Союза, где приставки Famicom и NES никогда официально не выпускались и не продавались, такие клоны были единственными доступными игровыми системами. Так, например, было с Dendy, достигшей высокой популярности в России и странах СНГ в начале-середине 1990-х годов. В других странах такие системы могли стоять на прилавках магазинов рядом с оригинальными приставками NES. Часто это побуждало судебные разбирательства.
Многие из клонов внешне были похожи на приставку NES, а чаще — на приставку Famicom. Обычно имевшаяся на приставке Famicom надпись «Family Computer» заменялась на название клона (Dendy, Kenga, Pegasus и т. п.). В редких случаях были клоны, которые назывались Nintendo. В качестве описания обычно использовались фразы «Совместимые с NES», «Восьмибитная приставка» («8 bit game»), «Игровая приставка», «TV-Game» и т. п., но некоторые клоны содержали откровенно ложные описания вроде «Ультрасовременные технологии развлечений!», «Современная 3D-графика», «Чистый цифровой звук».

## Патенты Nintendo
Сроки действия некоторых патентов японской фирмы Nintendo на игровую приставку Famicom истекли в 2003 году, а в 2005 году истёк срок действия патента на чип блокировки 10NES. И хотя фирме Nintendo по-прежнему принадлежат некоторые связанные с NES торговые марки, производство и продажа аппаратных клонов NES уже не являются нарушением авторских прав Nintendo. Этот вопрос осложняется тем, что в разных странах сроки действия патентов отличаются. В 2005 году фирма Nintendo, несмотря на истечение срока действия патента, подала в суд на фирму Gametech из-за продаж системы PocketFami и проиграла иск. Производители клонов, встраивающие в свои устройства защищённые авторским правом игры, или выпускающие игры на картриджах, могут быть названы нарушителями законов, так как игры могут по прежнему принадлежать их правообладателям; патенты на многие игры могут быть оформлены на 95 лет с момента выхода игры.

### Список патентов
Utility patents
- U.S. Patent 4 687 200
- U.S. Patent 4 799 635
- U.S. Patent 5 070 479
- U.S. Patent 5 207 426
- U.S. Patent 5 426 762

Design patents
- U.S. Patent D376 826
- U.S. Patent D376 795
- U.S. Patent D377 488
- U.S. Patent D379 832
- U.S. Patent D381 628
- U.S. Patent D382 868

## Фамиклоны в мире

### Бразилия
С 1989 года Famicom- и NES-совместимые консоли изготавливались и продавались в Бразилии местными компаниями, некоторые из которых также ввозили и продавали оригинальные картриджи и приставки NES. Первая Famicom-совместимая система под названием Dynavision 2 была выпущена в 1989 году компанией Dynacom и использовала джойстики, аналогичные джойстикам Atari 2600. Следующая система Dynavision 3 имела геймпады, похожие на геймпады Sega Mega Drive, и имела двойной слот, позволяющий использовать картриджи обоих форматов — и 60- и 72-контактные. После этого в середине 1990-х годов была выпущена портативная система Handyvision, позволяющая транслировать видео на телевизор с помощью дециметровой антенны. Другая компания, Geniecom, выпускала клон черного цвета с гнездами для наушников на геймпадах, и поддержкой ввода кодов Game Genie. Клон NASA был похож на оригинальную NES, но имел два слота — 72-контактный спереди и 60-контактный сверху. Бразильские производители также выпускали картриджи, но сталкивались с проблемой наличия двух форматов. Компания Hydron решила проблему, сделав двусторонние — одна сторона 60-контактная, другая — 72-контактная.

### Южная Африка
В Южной Африке клоны NES, известные как TV Game, по-прежнему широко доступны. Один из клонов, популярных в начале 1990-х годов, назывался Golden China; последний клон — TeleGamestation. Старые модели внешне были похожи на приставку Famicom, более новые напоминали систему PlayStation One; джойстики также напоминали джойстики PlayStation. Также был доступен клон, называемый Mini Tower, отличающийся наличием встроенной клавиатуры, чёрно-белого монитора и поддержкой «обучающих» картриджей; коробки пестрили надписями «dazzling graphics» («ослепительная графика»); монитор на коробке изображал футбольный матч. Лицензионные игры можно было купить во всех фирменных магазинах «законно», или приобрести пиратские картриджи (в основном, китайского производства) — на рынке или в некоторых магазинах. Большинство пиратских картриджей были многоигровками (содержали несколько игр), часто с многократно повторяющимися играми. Логотипы и копирайты оригинальных производителей игр часто удалялись; в некоторых случаях менялись оригинальные названия игр; так, например, игра Dr. Mario стала называться «Medical Hospital». Позже, в 2002 году, в продажу поступила 16-битная приставка TeleGamestation 2, клон приставки Sega Mega Drive. Фирма Nintendo боролась с импортом пиратской продукции из Китая в Южную Африку, однако в течение многих лет пиратские картриджи всегда можно было без труда найти на рынках и в магазинах. Судя по всему, действия Nintendo оказали малое влияние; и Nintendo, и Sega, особо не задумывались о пиратстве в Южной Африке.

### Польша

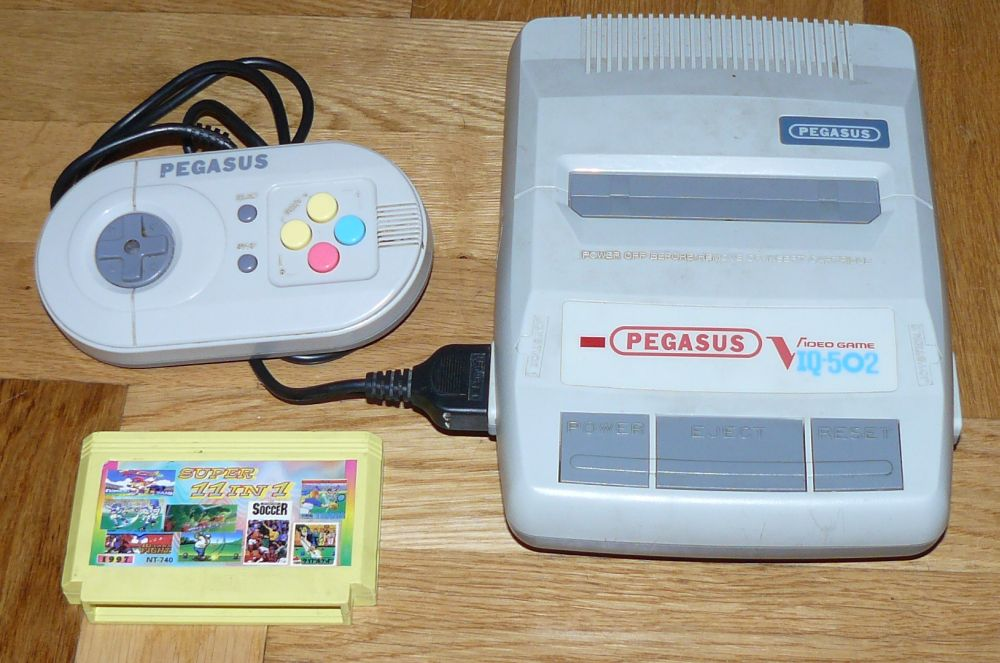
Игровая приставка Pegasus IQ-502

В Польше популярным клоном NES была приставка Pegasus — клон NTSC-версии NES, работающий в режиме PAL и поддерживающий 60-контактные картриджи (как у японской Famicom). Pegasus продавался как на рынках, так и в крупных магазинах электроники, и даже рекламировался по телевидению. Световой пистолет поставлялся в комплекте Set Action Pegasus и внешнем видом напоминал световой пистолет Zapper. На джойстиках от Pegasus были две дополнительные кнопки. Существовало две модели Pegasus: MT777DX и IQ-502 (копия приставки Micro Genius IQ-502).

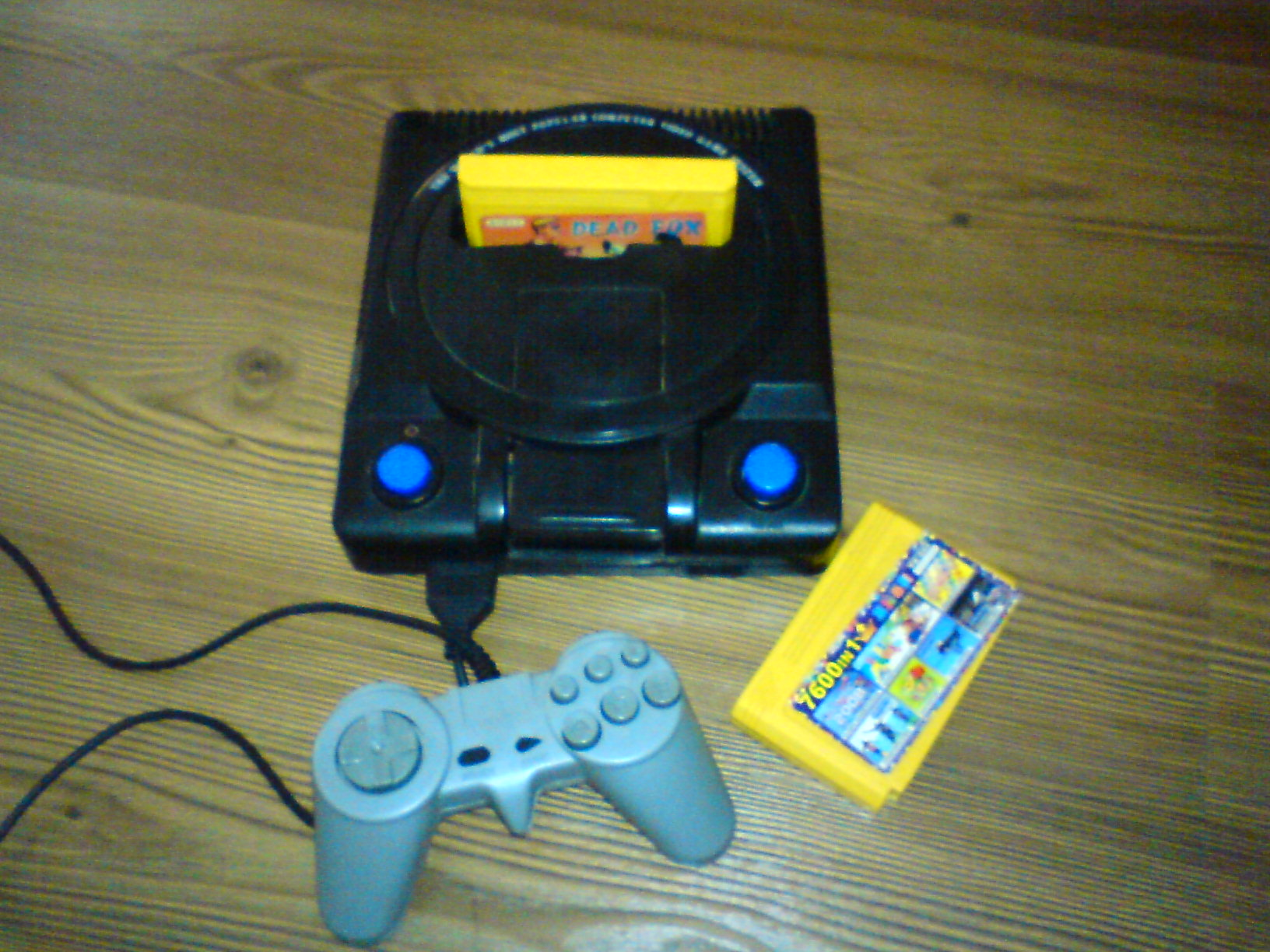
Игровая приставка Terminator

Другим популярным клоном NES в Польше была приставка BS-500AS, известная как Terminator, и, как и Pegasus, поддерживающая 60-контактные картриджи, внешне напоминала приставку Sega Mega Drive. BS-500AS всё ещё можно купить в небольших магазинах игрушек и на рынках; там же продаются и пиратские игровые картриджи, а также другие клоны, такие как Polystation.

### Россия

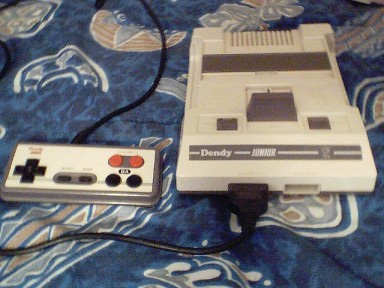
Игровая приставка Dendy Junior

В России популярным клоном NES была приставка Dendy (Денди). Приставка Денди была выпущена в 1992 году российской фирмой Steepler и производилась по её заказу в Тайване на заводах фирмы TXC Corporation. Поскольку на территории бывшего СССР приставки Famicom и NES официально никогда не продавалась, приставка Dendy стала популярной игровой консолью («видеоприставкой») своего времени. Большинство потребителей в те годы не знали о существовании оригинальных Famicom и NES, а клоны чаще всего называли словом «Денди». Доходы от продаж Dendy были настолько высоки, что, продвигая консоли и картриджи к ним, компания Steepler выпустила свою собственную телепередачу «Денди — Новая реальность» и создала сеть фирменных магазинов Dendy в Москве и Санкт-Петербурге. Кроме того, был выпущен мультфильм «Приключения слонёнка Денди». Под брендом Dendy выпускалось несколько моделей: Dendy Classic (копия приставки Micro Genius IQ-501), Dendy Classic II (копия приставки Micro Genius IQ-502), Dendy Junior, Dendy Junior II, Dendy Junior IIP, Dendy Junior IVP. Приставки серии Junior внешне были похожи на приставки Famicom, выдавали изображение в системе PAL, но содержали процессоры (CPU), которые с целью совместимости с картриджами приставки Famicom работали на частоте системы NTSC. Существовала SECAM-версия Денди, с которой при помощи нехитрой аппаратной модификации было можно получить сигнал RGB.
На территории бывшего СССР продавалась не только «Денди». Сотни других клонов NES из Китая постоянно ввозились и продавались на рынках и в магазинах электроники, что продолжается и по сей день. Часто можно было встретить консоли с наименованиями BT (BaTong), HiTex, Subor, Lifa, Kenga, Intelling и другие. Качество их варьировалось от хорошего до очень низкого. Некоторые приставки ломались через несколько недель после покупки, другие же работают до сих пор. В наши дни клоны NES все ещё находятся в продаже. Электронная начинка пиратских картриджей и клонов сегодня производится в Китае, а корпуса — в России. Основные компании, производящие и поставляющие консоли и пиратские картриджи, на сегодняшний день — New Game и Simba’s; также эти компании занимаются производством и продажей клонов другой популярной игровой системы — Sega Mega Drive.

### Украина
На территории Донецкой области компанией «Атлантида» продавался конкурент Dendy — игровая приставка Jippy, которая являлась клоном Ending Man. Приставка также использовала маскота по аналогии с «Денди» — бегемотика Джиппи, одетого аналогично. Имелись гнёзда для наушников и тумблеры для включения «турбопаузы». По разным оценкам было продано 15 тысяч экземпляров, из них 5 тысячи в России в Москве. На местном Донецком телевидении выходила телепередача Jippy Club. Проект закрылся в 1994 году.

### Индия
В Индии была популярна консоль Terminator. В магазинах также, как и в странах бывшего СССР, продавались различные клоны NES. Фирма Samurai India в настоящее время[когда?] имеет лицензию на продажи приставок NES под торговой маркой Самурай и является единственным дистрибьютором приставки Wii от фирмы Nintendo.

### Юго-восточная Азия
В Юго-Восточной Азии приставки серии Micro Genius продавались в качестве альтернативы оригинальной приставки Famicom, производились в Тайване в 1990-е годы и поддерживали 60-ти контактные картриджи, большинство из которых были многоигровками (содержали несколько игр). Для приставок Micro Genius было выпущено несколько оригинальных игр, в том числе Chinese Chess и Thunder Warrior.

## Игры и программы
Поскольку ни один из пиратских клонов приставки NES не содержал чип проверки региона 10NES, большинство из них были способны запускать игры, которые не являлись официальными играми для приставки NES и не будут запускаться на оригинальной NES. Кроме того, многие современные клоны NES поставляются с играми, прошитыми на внутреннем чипе объёмом от 128 килобайт до нескольких мегабайт; такие игры называются встроенными и, как правило, лишь дополняют, но не заменяют слот для картриджа. Некоторые клоны поставляются без слота для картриджей, позволяют играть только во встроенные игры; количество встроенных игр может варьироваться от одной до нескольких миллионов, в числе которых одинаковые игры многократно повторяются, а количество оригинальных игр, обычно, не превышает десяти.
Игры, как правило, являются изменёнными копиями игр, выпущенных для приставок Famicom и NES. Изменения заключаются в удалении информации об оригинальном создателе игры и внесении информации о той пиратской конторе, которая выпустила игру; иногда изменения затрагивают графику и, реже, музыку в игре. Пиратские картриджи бывают одноигровками (содержащими одну игру), «честными многоигровками» (где на корпусе и во внутреннем меню указано реальное количество игр) и «нечестными многоигровками» (где может быть указано многозначное число, вплоть до 9999999 и выше, но на деле там несколько игр с определёнными различиями). Физически это реализуется через тайный запуск взламывателя памяти типа GameShark, самостоятельно никак не идентифицирующего себя на экране, и самодельного меню с обширным списком предзаписанных параметров взламывателя с кодами на уровень старта, сложность, количество жизней и иных величин к определённой игре. Пункты меню могут отражать название игры и затем проделанную с ней манипуляцию, а могут быть переименованы полностью, имитируя совершенно другие игры. Часто это проделывается при доступности для GameShark запуска игры с определённого уровня. Например, режим Clay Shot игры Duck Hunt, распространяемой вместе с приставкой Famicom и оправдывающей необходимость распространения светового пистолета вместе с приставкой, часто обозначается в меню картриджа как отдельная игра. Однако, в комплекте с некоторыми клонами поставляются лицензированные собственные игры, или нигде не зарегистрированные свои разработки. Большинство пиратских картриджей производится в Китае.
Существуют картриджи с играми на русском языке. Разделить их можно на две категории: картриджи, произведённые непосредственно в России, и картриджи, произведённые в Китае. Российские картриджи производились из советских комплектующих на НПО «Электроника» в середине 1990-х годов и насчитывают единицы экземпляров. В наши дни цена такого картриджа на вторичном рынке у коллекционеров может превышать цену лицензионных картриджей для Famicom или NES. Китайские картриджи на русском языке производятся совместно — в России делают корпуса, в Китае — электронную начинку (плата с микросхемами) и наклейки с полиграфией. Переводы для игр делаются либо по заказу, либо просто берутся переводы российских ромхакеров и прошиваются на микросхемы картриджа.
Также пиратскими разработчиками сделано множество собственных игр и портов с других консолей (Super Nintendo, GameBoy и т. п.). Многие из этих игр в настоящий момент являются коллекционными. Волна активности не утихает до сих пор — в наши дни пиратами выпущены, например, три части игры Angry Birds и игра Plants vs. Zombies. Особо высоких оценок игроков добились компании Hummer Team (многие из её игр стали «классикой») и Super Game (её порты игр Super Aladdin и The Lion King признаны лучшими, чем официальные).

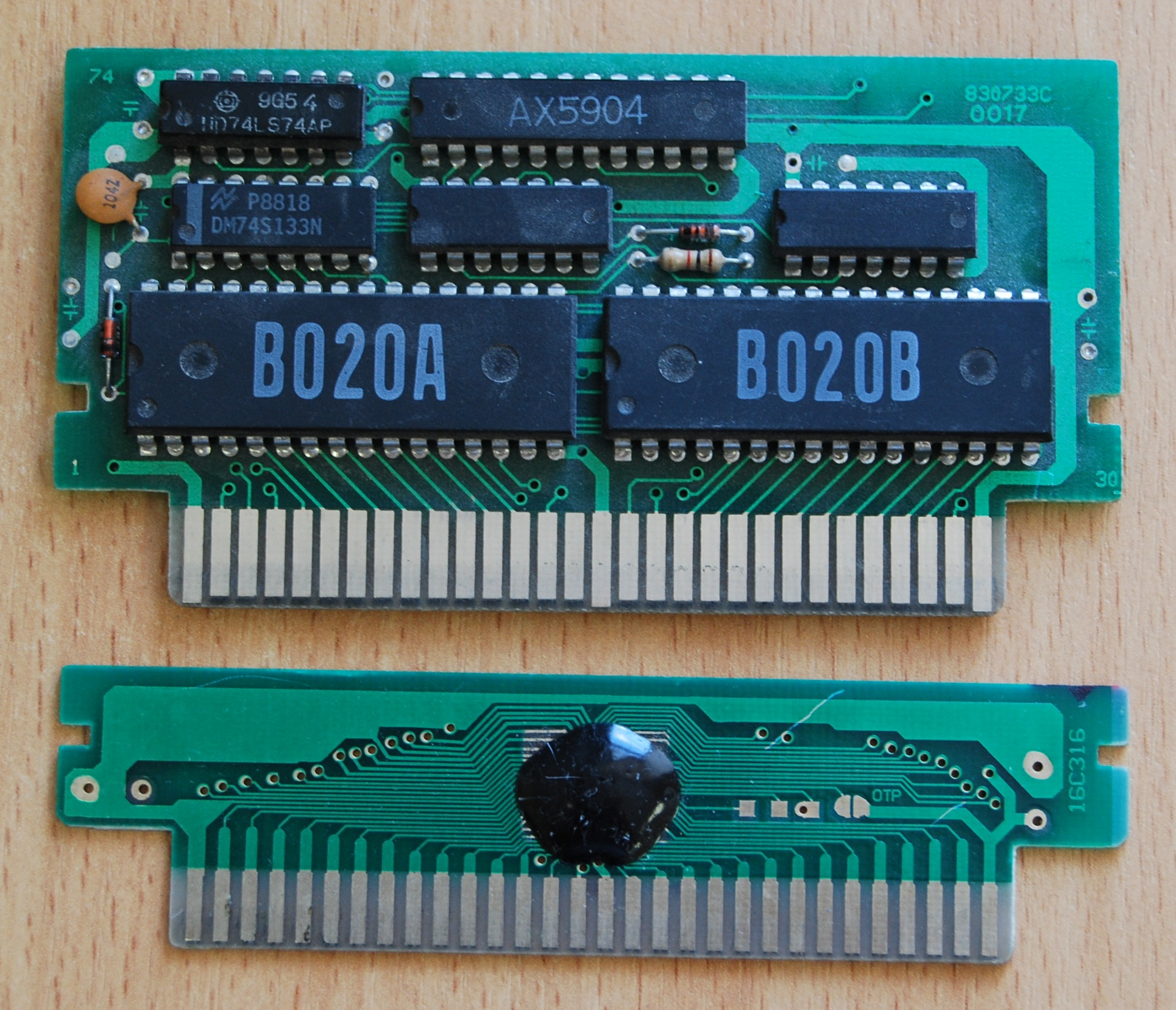
Платы картриджей без корпусов

## Типы клонов

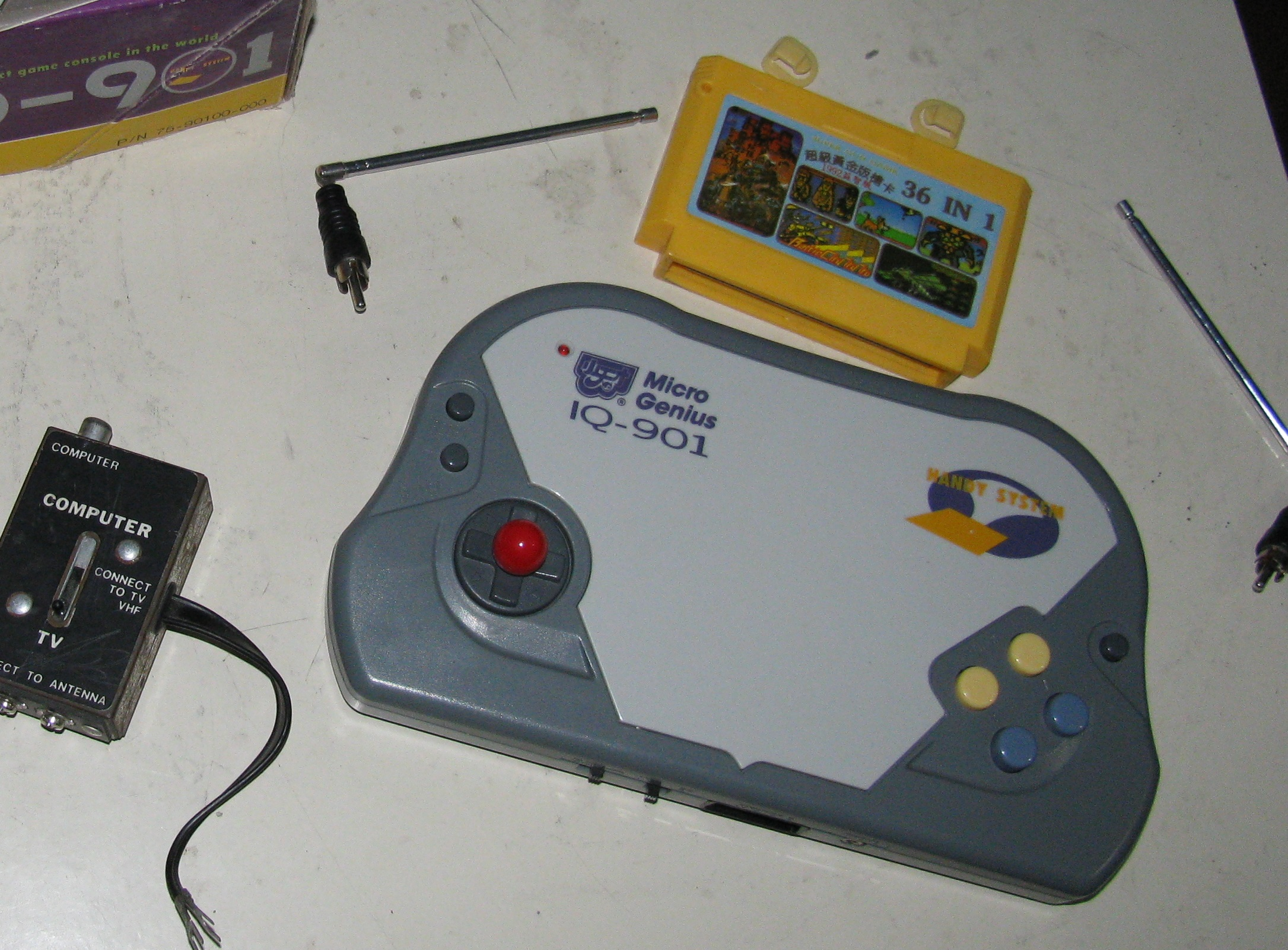
Игровая приставка Micro Genius IQ-901

Клоны приставки NES различаются по внешнему виду корпусов, по качеству внутренних деталей и комплектующих, наличием и количеством встроенных игр, наличием дополнительной электроники (например, существуют клоны со встроенным ЖК-экраном, со встроенной клавиатурой или со встроенной Brick Game).
По внешнему виду и основным конструктивным особенностям можно выделить несколько видов клонов:
- консоль (англ. console) — устройство, получающее электроэнергию от бытовой электросети, подключающееся к телевизору, оснащённое слотом для вставки картриджей, имеющее возможность подключения к нему джойстиков, игрового пистолета и других устройств;
- хендхелд (англ. hand held — удерживаемое в руках) — переносное устройство, состоящее из корпуса, платы, ЖК-дисплея, слота для вставки картриджей и кнопок, получающее электроэнергию от переносных источников электропитания (батареек, аккумуляторов);
- джойстик — переносное устройство, состоящее из корпуса, платы, слота для вставки картриджей, кнопок и кабеля для подключения к телевизору, получающее электроэнергию от переносных источников электропитания;
- обучающий компьютер — устройство, состоящее из корпуса в виде клавиатуры, платы и слота для вставки картриджей, имеющее возможность подключения картриджей, игрового пистолета и других устройств, подключающееся к телевизору, получающее электроэнергию от бытовой электросети;
- эмулирующая машина — устройство, эмулирующее оборудование игровой приставки Famicom и совместимых с ней картриджей.

### Консоль
Многие клоны приставки Famicom (например, Dendy Junior) внешне напоминают оригинальную приставку. Некоторые клоны выпускались в корпусах, внешне напоминающих корпуса других приставок, начиная от приставок SNES и Mega Drive, и заканчивая приставками Xbox 360 и PlayStation; также корпус клона мог быть оригинальной разработкой (например, существовал корпус в виде модели автомобиля).
Клоны в виде консоли почти всегда используют картридж как носитель информации, как правило, совместимы с картриджами приставки Famicom (60-контактными), реже — с картриджами приставки NES (72-контактными); существовали клоны с двумя слотами (портами), поддерживающие обе разновидности картриджей. Клоны консольного типа были популярны в Азии, в России и в некоторых странах Европы, а в США продавались ограниченным числом из-за более строгого контроля авторских прав.

### Хендхелд
Клоны типа хендхелд оснащены ЖК-экраном, и, как правило, запитываются от батареек, поэтому могут использоваться как полноценная портативная игровая консоль. Один из первых портативных клонов — Top Guy. В России распространён экземпляр под названием Dendy MegaBoy. Был также распространён экземпляр в виде Gameboy, который имел ЖК-экран и работал с экраном автономно (также, как Brick Game), а также мог подключаться к телевизору по композитному входу и работать с телевизором (также, как консольная игровая приставка). Чтобы картриджи приставки Famicom можно было вставить в разъём клонов этого типа, существовал переходник, поставляющийся в комплекте.

### Джойстик

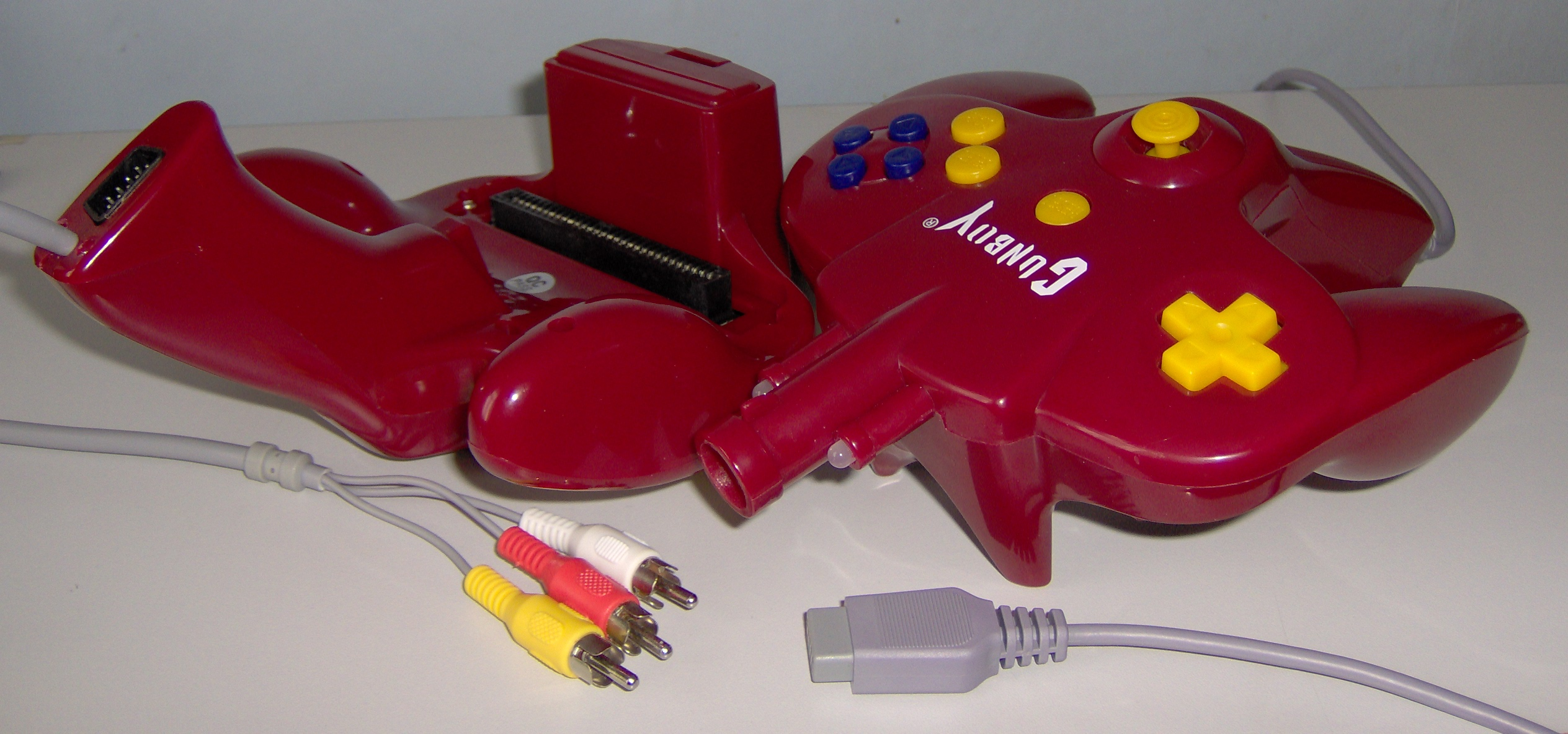
Устройство Gunboy, предназначенное для игры одного и двух игроков

Клон типа джойстик был популярен в Северной Америке и Западной Европе. В России представлен единичными экземплярами. Представлял собой игровой контроллер, внутри которого содержалась плата игровой приставки. Часто такие клоны могли работать от батареек.

### Обучающий компьютер

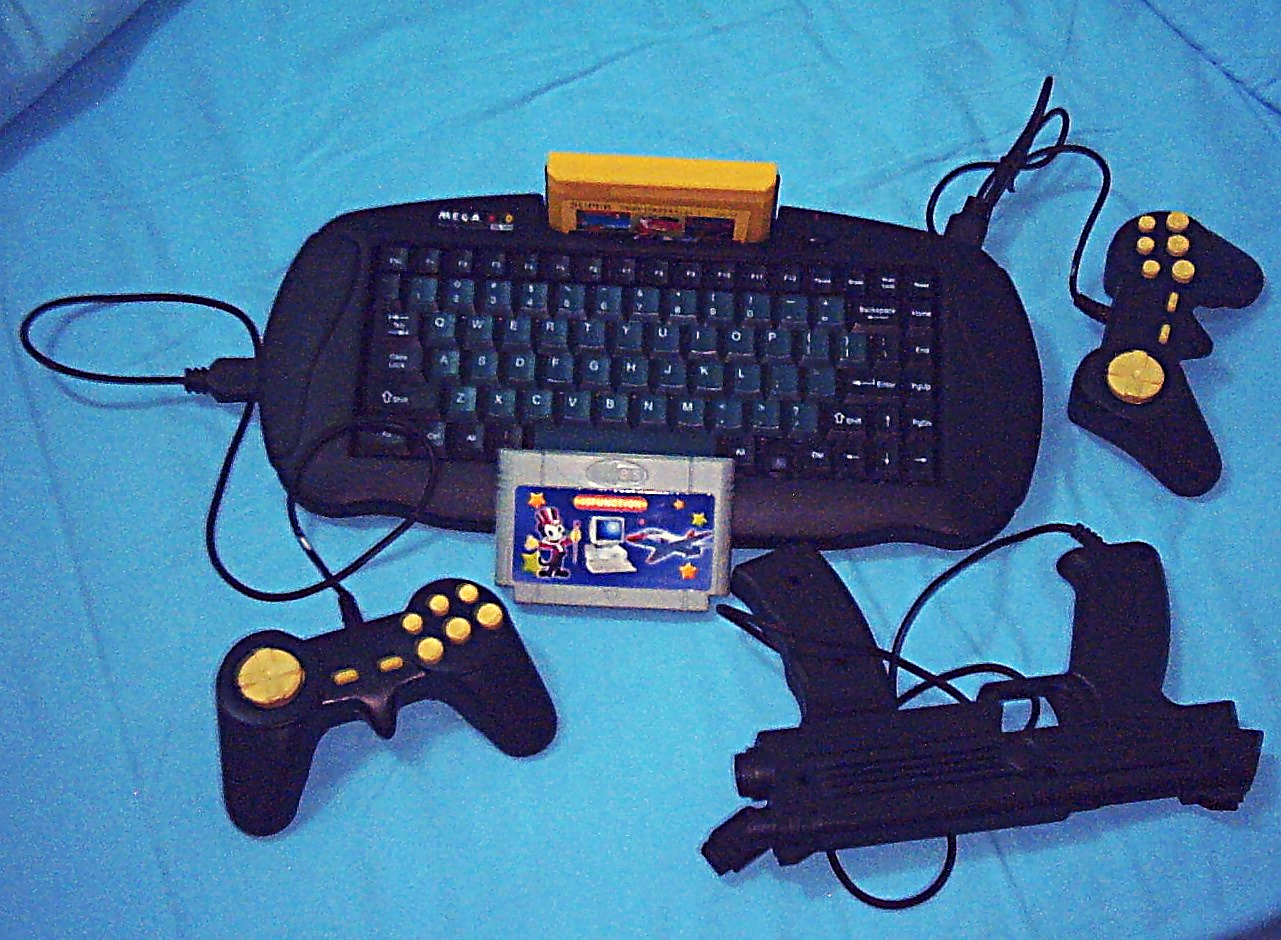
Обучающий компьютер Mega Kid MK-1000 — клон игровой приставки Famicom

Клон типа обучающий компьютер внешне напоминал домашний компьютер 1980-х годов, современную клавиатуру или клон лицензионной системы Famicom BASIC kit. Как правило, плата приставки и клавиатура находились в одном корпусе. Клон мог работать с обычными игровыми картриджами и «обучающими» картриджами. Обычно, продавался в комплекте с одним «обучающим» картриджем. «Обучающие» картриджи можно было докупать отдельно; они продавались в местах продаж обычных картриджей, но стоили дороже и встречались намного реже. На картридже содержалось несколько простых программ, таких как «текстовый редактор», «редактор таблиц» и «среда программирования» на языке BASIC. Наиболее распространнёнными средами программирования были программы G-BASIC (пиратская версия программы Family BASIC) и F-BASIC (разработанная пиратами и более ограниченная в возможностях). Также картридж мог содержать несколько образовательных программ — математические игры, программы для изучения английского языка, программы для обучения работе с клавиатурой. Меню картриджа внешне могло напоминать рабочий стол операционной системы Windows. На картридже могли содержаться игры, играть в которые можно было при помощи клавиатуры и/или мыши, а также — обычные NES-игры (например, Donkey Kong). Клоны типа обучающий компьютер могли быть совместимы с клавиатурой Family Keyboard, но не со всеми её возможностями (из-за разного расположения клавиш). Одним из первых таких клонов, популярных в России, была игровая приставка Сюбор; в наши дни[когда?] распространены версии под названием Магистр Гений и Киборд 003.

### Эмулирующая машина
На аппаратном уровне эмулирующая машина не является клоном игровой приставки Famicom, эмулирует оборудование игровой приставки программно, может запускать игры с приставок Famicom и NES по дампам картриджей, записанным в виде файлов на флеш-карту, USB-флеш или CD/DVD-диск. Эмулирующие машины бывают как консольного типа (в виде консоли, подключаемой к телевизору; управление осуществляется либо с помощью джойстика собственной конструкции, либо с помощью джойстика, являющегося копией оригинального джойстика; джойстики часто являются беспроводными), так и портативного типа. Помимо запуска игр, созданных для приставки NES, эмулирующая машина часто может запускать игры, созданные для других консолей (Sega Mega Drive, Super Nintendo и т. п.). Иногда эмулирующая машина может стать дополнением к другому электронному устройству (будучи встроенной в него) — телевизору, магнитоле, мобильному телефону и т. п.
Поскольку эмулирующие машины не копируют аппаратную архитектуру оригинальной консоли, их выпуск считается легальным; а вот запускать на них игры, если вы не обладаете лицензионным картриджем, считается нарушением прав правообладателя игры.
Роль эмулирующей машины может выполнять не только специальное устройство, но и любое устройство, являющееся более производительным, чем эмулируемая игровая приставка, и способное выполнять программу-эмулятор, например, обычный ПК, другая игровая приставка (например, PlayStation), смартфон, планшетный компьютер и другие ЭВМ.

## Совместимость

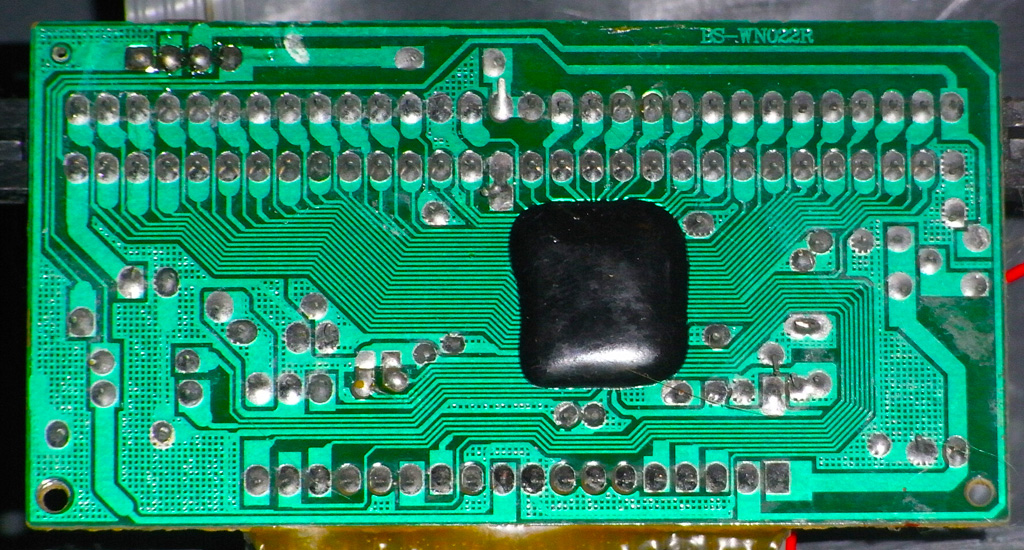
Электронные компоненты игровой приставки NES, выполненные в виде одного бескорпусного чипа

Большинство клонов приставки Famicom поддерживают картриджи, выпущенные для приставок Famicom и NES, так как в них отсутствует чип, проверяющий код региона. Иногда для поддержки японских (60-штырьковых) и американских (72-штырьковых) картриджей клоны оснащены двумя слотами (разъёмами, портами).
Степень аппаратной совместимости с различными аксессуарами (джойстиками, световыми пистолетами, 3D-очками, ковриками Family Trainer, перчатками и др.), выпускавшимися для приставок Famicom и NES, варьируется; также программное обеспечение не всегда может быть совместимо с оригиналом.
Большинство клонов для подключения джойстиков и др. устройств оснащены либо 9-штырьковыми разъёмами (внешне похожими на компьютерные COM-порты), либо 15-штырьковыми (такими же, как у оригинальной приставки Famicom). Обычно, первый разъём (порт) служит только для подключения джойстика, а второй является портом расширения и позволяет подключать второй джойстик или различные аксессуары. Если у консоли наличествуют 15-штырковые разъёмы для джойстиков, то проблем с подключением аксессуаров обычно не возникает, но если — 9-штырьковый, то это создаёт проблемы при желании подключить к клону оригинальные аксессуары. У некоторых клонов порт расширения может быть выведен отдельно от портов джойстика и иметь 15-штырьковый разъём, но не факт, что у него будут распаяны все контакты. Возможно, он обеспечивает совместимость лишь с пистолетом; и такой аксессуар, как, например, коврик Family Trainer или 3D-очки, работать с клоном не будет. Также распайка контактов может быть отлична от оригинала, в таком случае попытка подключить к клону оригинальный аксессуар может закончится выходом аксессуара из строя.
Многие современные клоны могут быть лишены «антенного выхода» (RF-модулятора) и могут быть подключены к телевизору только через композитный вход, что может вызвать проблемы при желании подключить консоль к телевизору, не имеющему видеовхода.